# Minaxorlu
Minaxorlu è un comune dell'Azerbaigian situato nel distretto di Ağcabədi.